# 東京大学誕生日研究会レイプ事件
東京大学誕生日研究会レイプ事件（とうきょうだいがくたんじょうびけんきゅうかいレイプじけん）は、2016年（平成28年）に東京大学の学生5人によって起こされた強制わいせつ・暴行事件。著名大学の在校生が関与していたこと、また事件後に被害者の女性への中傷が相次いだことなどから、社会的に大きな注目を集めた。

## 事件の経緯
2016年4月、東京大学工学部の学部・大学院に通う22歳から23歳の学生によって「東京大学誕生日研究会」と称するサークルが設立される。後に公判となったさいの検察側の冒頭陳述などによると、表向きは大学生同士の交流を図る名目だったが、実際には「女性に酒を飲ませ、わいせつ行為をする目的」で作られたサークルだった。実際にメンバーは事件以前にも、別の女性に酒を飲ませてメンバーのマンションへ連れ込み、集団でわいせつな行為をしたことがあり、日常的に「今度はあの女でアダルトビデオを撮影しよう」などとやりとりを行っていたという。
メンバーらは事件当日（5月10日）の夜、「女性をおもちゃにする目的」で、東京都豊島区の池袋の居酒屋で飲み会を開催。同サークルのメンバーらが参加、ここへメンバーと面識があり、別大学に通っていた当時21歳の被害者女性と、さらにもう1人別の女性を呼び出した。メンバーは被害者女性に目をつけ、わざと女性が答えられないクイズを出し罰ゲームと称してむりやり酒を飲ませつづけた。被害者女性が酩酊すると、飲み会には参加していなかった別のメンバーが所有する豊島区内のマンションへ移動し、さらに酒を飲ませた。
メンバーは意識が遠のいた被害者女性の服をはぎとって全裸にしたうえ、うずくまる女性の胸や尻を集団で触ったり体を蹴ったりしたほか、割り箸を肛門につきさす、ドライヤーの風を女性器にあてるなど繰り返し嘲弄した。もう1人の女性がこれは犯罪だと憤慨して部屋を後にするが、その後もメンバーの暴行はエスカレートし、笑いながら女性に馬乗りになる、カップラーメンの麺や汁を胸に落とすなどした。
女性が大声を出したため、メンバーは騒ぎになることを恐れ、女性が逃げないよう服や鞄を隠すなどしたが、女性は制止を振り切って半裸の状態で部屋を飛び出す。メンバーは1人を部屋に残して女性を追いかけるが、女性は見つかるまえに公衆電話から警察へ通報。巣鴨警察署の警察官らが電話の場所へ急行して女性を保護し、つづいて翌5月11日未明、マンションの部屋に残っていた1人を逮捕した。

## 公判・処分
この事件では、現場となったマンションを提供したメンバーを含め5人が逮捕され、全員が東京大学の学部・大学院に通う学生だった。このうち被害者の女性と示談が成立したとされる2人は不起訴となったが、残る3人は強制わいせつ及び暴行の罪で起訴された。
起訴されたメンバーの１人は、公判の被告人質問で、東大に入学してから「（近づいてくる女性は）個人的に私を好いてくれるのではなく、下心があって近づいている」と思うようになり、そうした女性を「軽蔑する気持ち」が生じた、と事件の動機を振り返っている。また別のメンバーは、サークルなどで他大学の女子と接するうちに「彼女らはアタマが悪いからとか、バカにして、いやらしい目でばっか見るように」なった、と述べている。
起訴された３人は、いずれも2016年の秋に有罪判決を受けた。判決はそれぞれ、22歳の学部生が懲役1年6か月・執行猶予3年（求刑懲役1年6か月）、別の22歳の学部生が懲役2年・執行猶予4年（求刑懲役2年）、23歳の大学院生が懲役1年10か月・執行猶予3年（求刑懲役2年）だった。
主犯格となった1人について、判決文は「犯行の態様は執拗で卑劣」と指摘し、「被害者が受けた屈辱感や恐怖感は多大であり、その身体的・精神的苦痛は耐えがたいものであると推察され (…) 学生の悪ふざけであるなどと評価することは到底できない」と述べている。
東京大学は判決後、不起訴となった2人を1年間の停学、有罪判決を受けた3人を退学とする懲戒処分を発表した。当時の東京大学総長だった五神真は判決を受けて出した声明で、東京大学は「さまざまな人々と協働してより良い社会を作ることに貢献する人間」の育成を理念としており、「事件における学生たちの行為と、その背後にあったと考えられる傲慢な意識」は、そのような理念に「根本的に反する」と断じている。

## 社会的影響
この事件では、学生が逮捕された直後から「合意の上だったのでは」「男子学生が気の毒」などとする被害者女性への批判がインターネット上にあふれたとされる。とくにSNS上でタレントが「お互い了承済み」「ついていく女も悪い」と投稿してから、当時のYahoo! NEWS などで女性を非難するコメントが数千件に上ったという。また公判時には、学生間のレイプ事件で加害者となったエリート学生が軽微な処分となる米国の状況との類似性を指摘する論評も行われた。
2018年、作家の姫野カオルコはこうした反応と事件の経緯に着想をえた小説 『彼女は頭が悪いから』を発表。この作品では、事件の報道や公判記録などを利用しながら作者の想像にもとづく創作小説として全面的に事件を再構成し、被害者・加害者双方の生い立ちにさかのぼって事件にいたるまでの歴史をたどることで、事件が起きた社会的背景と関係者の心理をさぐろうとこころみている。
この小説は第32回柴田錬三郎賞を受賞し、選考委員から「平成における最も重要な本の一冊」などと高く評価されたほか、東京大学や立教大学で姫野をまねいたイベントが開催されるなど大きな注目を集めた。
2019年には、社会学者の上野千鶴子が東京大学入学式祝辞でこの事件に触れ、いまなお東京大学内に偏頗なジェンダー環境が残ることを反映した事件だったと示唆。姫野の小説をあげて、東京大学の男子学生が世間からどう見られているかをうかがわせると述べている。